# 辻の薬師堂

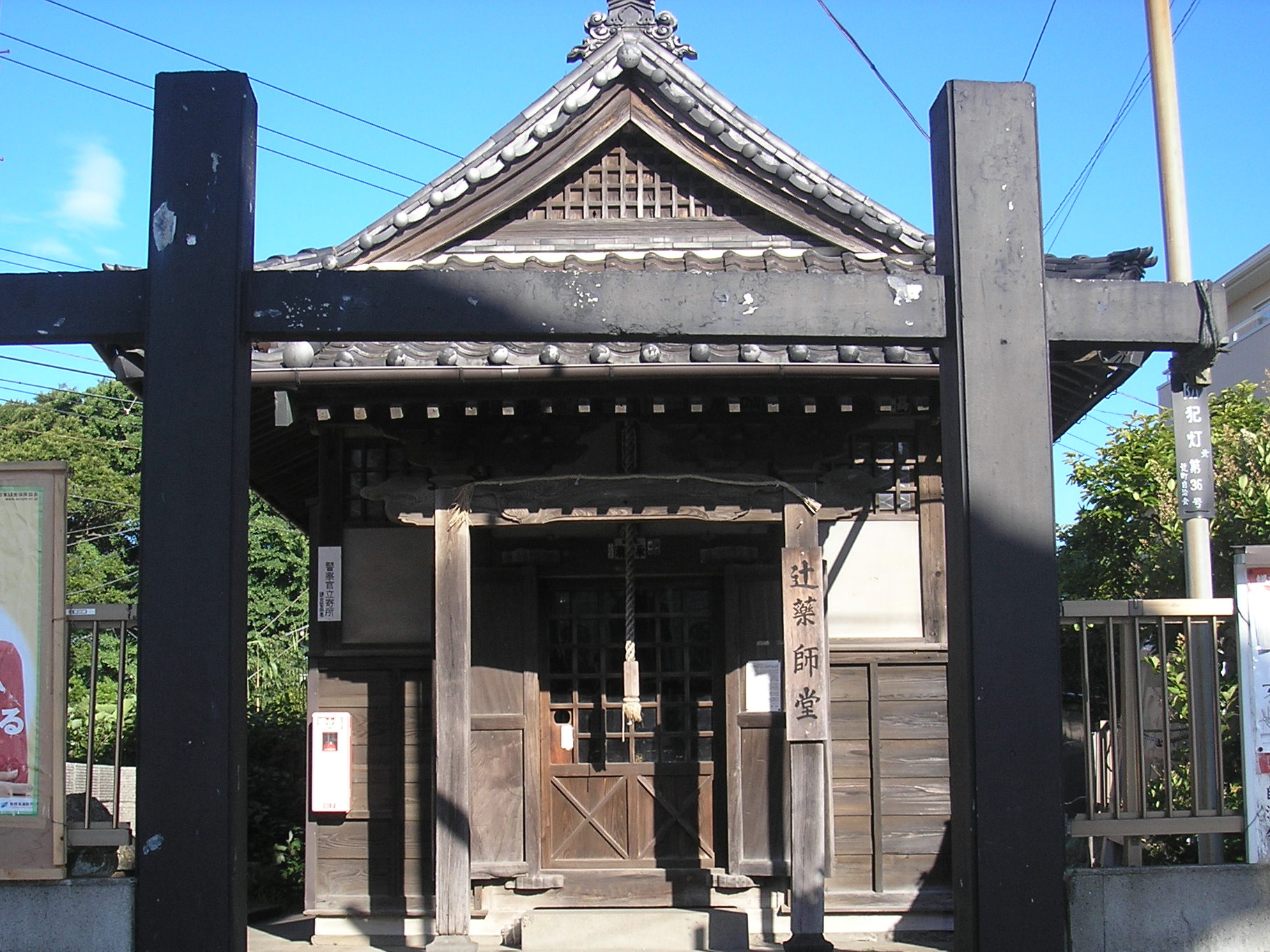
辻の薬師堂

辻の薬師堂（つじのやくしどう）は、神奈川県鎌倉市大町にある仏堂。小さな堂の中に薬師三尊像、十二神将像等が安置されている。

## 沿革
この薬師堂は、建久元年（1190年）に、源頼朝が二階堂（現在の鎌倉宮あたり）に建立した医王山東光寺（一説に、二階堂行光が承元3年・1209年に永福寺の傍らに建立）の境内にあったものといわれる。後醍醐天皇の皇子護良親王が幽閉され、後に足利直義のために生害されたのが、東光寺である。南北朝時代には関東十刹の一とされた。
その後宝永元年(1704年)、薬師堂は、大町名越御嶽（名越切通しの近く）にあった古義真言宗長善寺に移された。長善寺は、奈良時代の神亀年間に由比の長者染谷太郎時忠の建立といわれる古刹。その後、大町辻に移り、延宝2年（1674年）5月には、水戸光圀も訪れている。江戸末期に焼失したが、薬師堂だけは残ったという。明治期の横須賀線敷設工事に伴い、現在地に移設された。

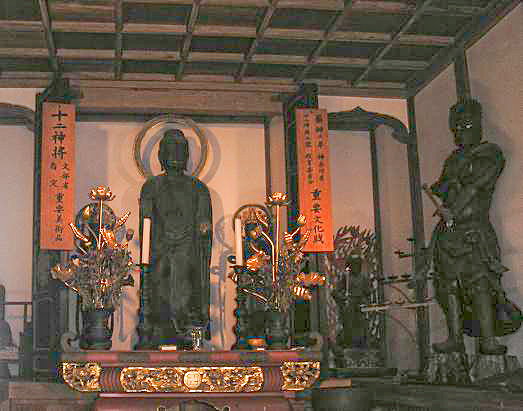
辻の薬師堂内部

現在、薬師堂は大町辻町の町内会の人々によって維持管理されている。神奈川県指定文化財の諸仏像は、1993年に鎌倉市に移管され、鎌倉国宝館の所蔵となっているが、堂内にあるレプリカは自由拝観できる。

## 文化財
以下の諸像は1993年に鎌倉市に移管され、鎌倉国宝館の所蔵となっている。
- 木造薬師如来立像 - 薬師三尊の中尊で、平安時代後期の作と推定されるが、両手、両足先を後補とするなど、全体に補修が多い。脇侍の日光・月光菩薩像は室町時代に下る作である。
- 木造十二神将立像 - 12躯のうち8躯が鎌倉時代の作で、残り4躯は室町時代の補作である。なお、覚園寺の十二神将（室町時代の鎌倉仏師・朝祐の作）は、辻の薬師の像をモデルとしたものといわれている。

## その他
この辺りの旧町名（大町の魚町橋・逆川橋から材木座の「元八幡」辺りまで）を「辻町」という。これは、「車大路」と「小町大路」との辻（交差点・四つ角）があったためであり、「辻の本興寺」、「辻の薬師堂」等の名称に、往時が偲ばれる。

## 交通アクセス
- 鎌倉駅東口から本覚寺、妙本寺前を南へ小町大路(小路)を下り、大町四つ角、魚町橋を越えて、横須賀線三浦路踏み切りすぐ手前右、消防団横にある。駅から徒歩約10分。辻の本興寺とは小町小路を挟んで向かい合わせに位置する。